# Asura inclusa
Asura inclusa är en fjärilsart som beskrevs av Pieter Cornelius Tobias Snellen 1877. Asura inclusa ingår i släktet Asura och familjen björnspinnare. Inga underarter finns listade i Catalogue of Life.